# Komárno (okres Kroměříž)
Komárno (Duits: Komarno) is een Tsjechische gemeente in de regio Zlín, en maakt deel uit van het district Kroměříž.
Komárno telt 298 inwoners.
Bařice-Velké Těšany ·
Bezměrov ·
Blazice ·
Bořenovice ·
Brusné ·
Břest ·
Bystřice pod Hostýnem ·
Cetechovice ·
Dřínov ·
Holešov ·
Honětice ·
Horní Lapač ·
Hoštice ·
Hulín ·
Chomýž ·
Chropyně ·
Chvalčov ·
Chvalnov-Lísky ·
Jankovice ·
Jarohněvice ·
Karolín ·
Komárno ·
Koryčany ·
Kostelany ·
Kostelec u Holešova ·
Kroměříž ·
Kunkovice ·
Kurovice ·
Kvasice ·
Kyselovice ·
Lechotice ·
Litenčice ·
Loukov ·
Lubná ·
Ludslavice ·
Lutopecny ·
Martinice ·
Míškovice ·
Morkovice-Slížany ·
Mrlínek ·
Němčice ·
Nítkovice ·
Nová Dědina ·
Osíčko ·
Pacetluky ·
Pačlavice ·
Počenice-Tetětice ·
Podhradní Lhota ·
Prasklice ·
Pravčice ·
Prusinovice ·
Přílepy ·
Rajnochovice ·
Rataje ·
Roštění ·
Roštín ·
Rusava ·
Rymice ·
Skaštice ·
Slavkov pod Hostýnem ·
Soběsuky ·
Střílky ·
Střížovice ·
Sulimov ·
Šelešovice ·
Troubky-Zdislavice ·
Třebětice ·
Uhřice ·
Věžky ·
Vítonice ·
Vrbka ·
Zahnašovice ·
Záříčí ·
Zástřizly ·
Zborovice ·
Zdounky ·
Zlobice ·
Žalkovice ·
Žeranovice